# Michael Fichtenholz
Michael Borisowitsch Fichtenholz (russisch Михаил Борисович Фихтенгольц; * 1978 in Moskau) ist ein russischer Musikwissenschaftler und Operndirektor.

## Karriere
Fichtenholz studierte Musikwissenschaft. Während des Studiums wirkte er bereits als Musikkritiker und Journalist in den Zeitschriften Kommersant, Iswestija, Vedomosti, Afisha und TimeOut Moscow etc.
2002 bis 2006 wirkte er als Programmdirektor der von Valery Gergiev gegründeten Moskauer Osterfestspiele. 2007 bis 2009 und 2013 bis 2014 war er Programmdirektor des russischen Nationalorchesters und arbeitete mit den Dirigenten Paul Daniel, Sir Mark Elder, Paavo Järvi, Wladimir Michailowitsch Jurowski, Ingo Metzmacher, Christoph-Mathias Mueller, Michail Pletnjow und Patrick Summers zusammen.
2009 wurde Fichtenholz Leiter der Programm-Disposition und im Oktober Direktor des neu gegründeten Opernstudios am Bolschoi-Theater. Er engagierte Regisseure wie Richard Jones, Stephen Lawless, Antony McDonald und Adrian Noble. In seiner Zeit kamen dort für das russische Repertoire ungewöhnliche Werke von Mozart (Così fan tutte), Bellini (La sonnambula), Strauss (Der Rosenkavalier) und Ravel (L’enfant et les sortilèges) zu Gehör. Fichtenholz verpflichtete international aktive Künstler nach Moskau und regte Koproduktionen mit wichtigen westlichen Opernhäusern in London (English National Opera), Brüssel (La Monnaie) und Paris (Opéra National de Paris) an.
2014 bis 2018 war er Operndirektor (und künstlerischer Leiter der Händel-Festspiele) in Karlsruhe und wechselte 2018 in gleicher Position ans Opernhaus Zürich. Die NZZ teilt am 28. Januar 2021 in ihrem Feuilleton mit: Das Opernhaus Zürich und Operndirektor Michael Fichtenholz gehen nach dem Ende der laufenden Spielzeit 2020/21 getrennte Wege.